# JAC J3
El JAC J3 o JAC Veloce (Como se conoce en Colombia) es un automóvil de turismo del Segmento B producido por JAC Motors desde el año 2009 con dos generaciones y una versión eléctrica comenzando a venderse desde el año 2010. Entre sus rivales se encuentra el Chery Fulwin II, FAW Oley, Honda Amaze, Nissan March, Toyota Etios y Suzuki Swift.

## Versiones

### JAC J3 sedan

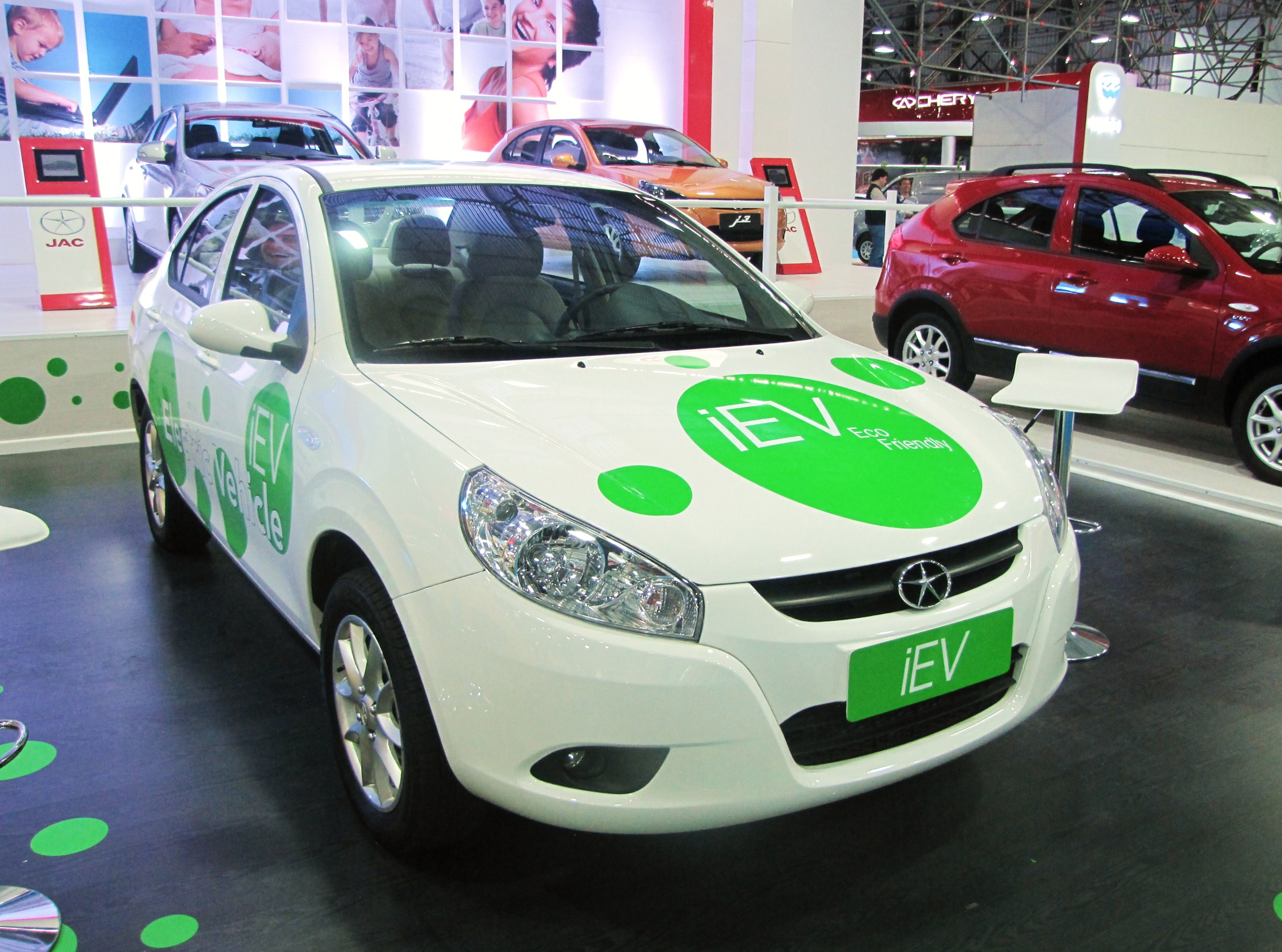
JAC J3 iEV Santiago Chile

Esta versión fue la primera en aparecer, cuenta con una longitud de 4.15 metros impulsado por un motor mitsubishi de 1300 cc con 91 HP. En materia de seguradida la Latin NCAP le asignó una estrella para pasajeros delanteros (con airbag) y dos para los pasajeros de atrás en 2012 (protocolo obsoleto). En Cuanto a calidad el periódico colombiano El  Tiempo (periódico) lo describe como el Daewoo del nuevo siglo debido a su durabilidad y poca necesidad de comprar repuestos.

### JAC J3 hatchback

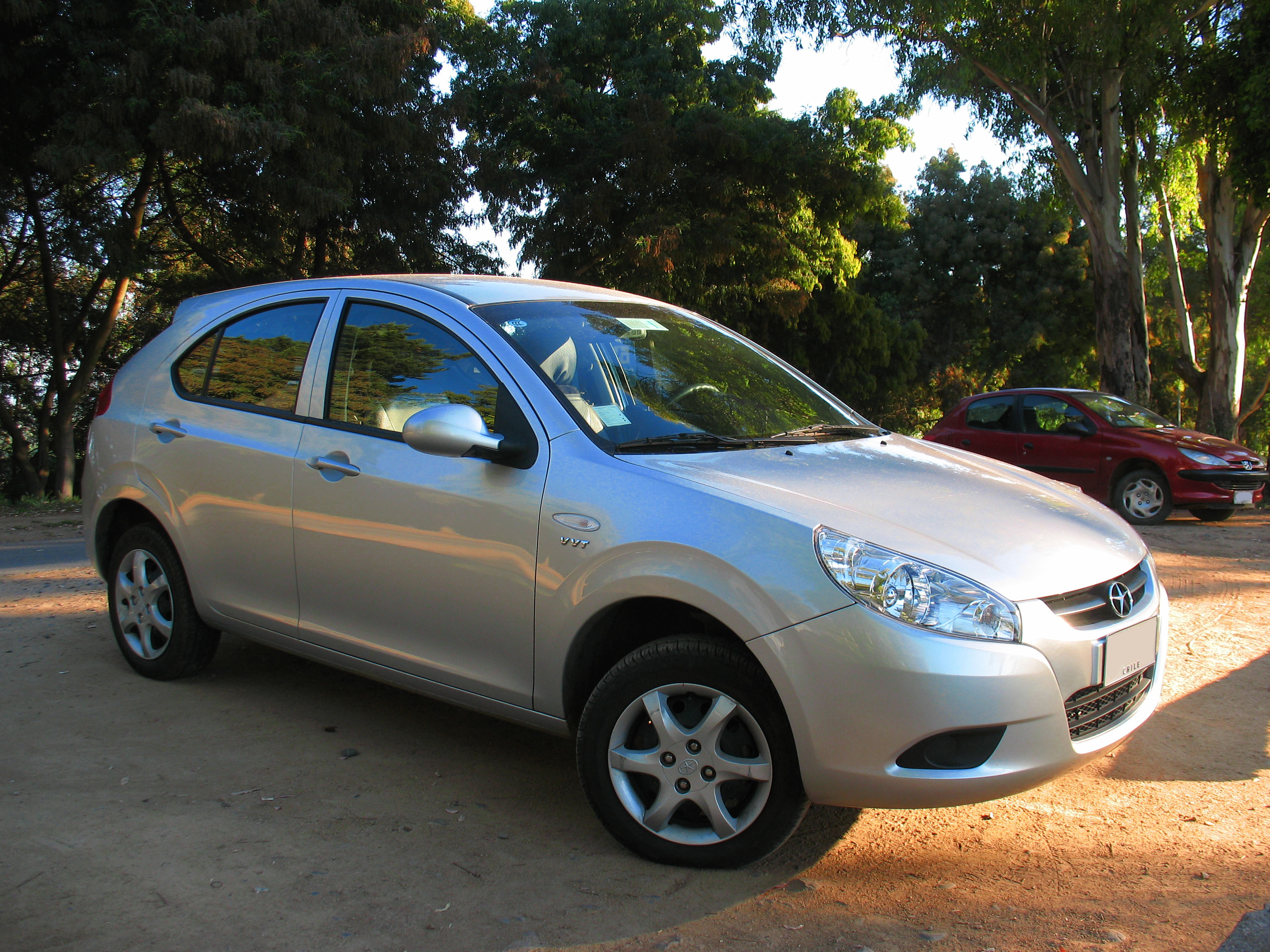
JAC J3 1.3 BE Sport 2013

Esta versión se encuentra disponible desde el año de su lanzmineto cuenta con el mismo diseño exterior del sedan.  En Uruguay se realizó una puebra la cual consistía en utilizarlo durante 60 mil kilómetros y desarmarlo y las piezas casi no tenían desgaste demostrando ser más fino que un Fiat. En materia de seguridad tiene la peor puntuación de la latin NCAP donde tiene cero estrellas.
- Datos: Q12072652
- Multimedia: JAC Tongyue / Q12072652